# Hemithecium argopholis
Hemithecium argopholis är en lavart som först beskrevs av C. Knight ex Müll. Arg., och fick sitt nu gällande namn av A. W. Archer. Hemithecium argopholis ingår i släktet Hemithecium och familjen Graphidaceae.   Inga underarter finns listade i Catalogue of Life.